# Субимаго
Субима́го (лат. subimago) — стадия развития насекомых, сохранившаяся лишь у подёнок следующая после стадии личинки. Представлена крылатыми, способными к слабому полёту особями, которые перед достижением половой зрелости претерпят ещё одну линьку, после которой станут имаго. Длительность данной стадии составляет от нескольких минут до нескольких часов.

## Крылатые фазы
Субима́го — промежуточная крылатая стадия . По строению оно близко к имаго, но при переходе из личинки резко меняются очертания головы (она уменьшается, исчезают выступы), глаза становятся крупнее, жвалы сильно укорачиваются. Появляются уже функциональные крылья и меняется строение ног: лапка становится пятичленистой, формируются два коготка, ноги утончаются и приобретают цилиндрическую форму. Отличия субимаго от взрослого насекомого не столь разительны, как между личинкой и субимаго. 

### Изменения в пищеварительной системе
Субимаго перестаёт питаться, а кишечник заполняется воздухом, уменьшая удельный вес тела. Предполагается, что личинка перед линькой могла вбирать в кишечник воду, но после превращения в субимаго эта вода уходит, заменяясь воздушной полостью.

### Способ дыхания
На стадии субимаго при дыхании используется атмосферный воздух: он проникает в трахейную систему через стигмы, которые открываются на груди и брюшке. В отличие от личинки, полагающейся на жаберные листки, субимаго уже способно к свободному газообмену с окружающей средой.

### Трахеи и строение брюшка
У личинок Ephemeroidea семь пар жаберных листков, тогда как у субимаго часть этих структур теряет функцию. В передних и задних углах сегментов брюшка располагаются дополнительные стигмы, соединённые с грудными и брюшными трахеями. Примером служит личинка Palinigenia sublongicaudа, у которой после линьки формируются новые связи трахей, не имеющие следов жаберных зачатков.

### Особенности самки субимаго
У самок в подотряде Ephemeroidea также встречаются случаи образования стадии субимаго, причём во внутренних органах (особенно в половых) наблюдаются изменения, связанные с подготовкой к дальнейшему размножению.

## Галерея

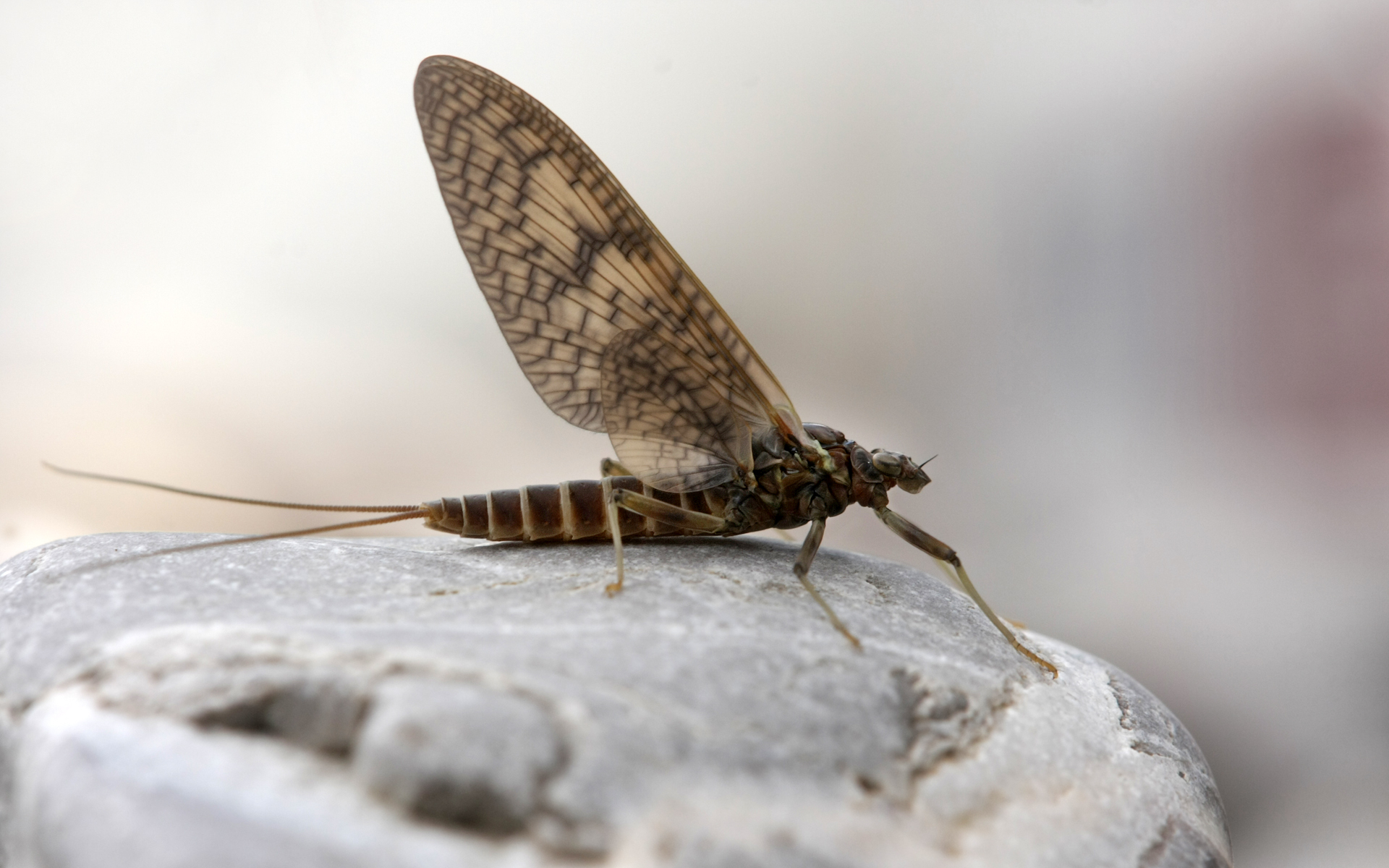
Субимаго Rhithrogena germanica (самка)
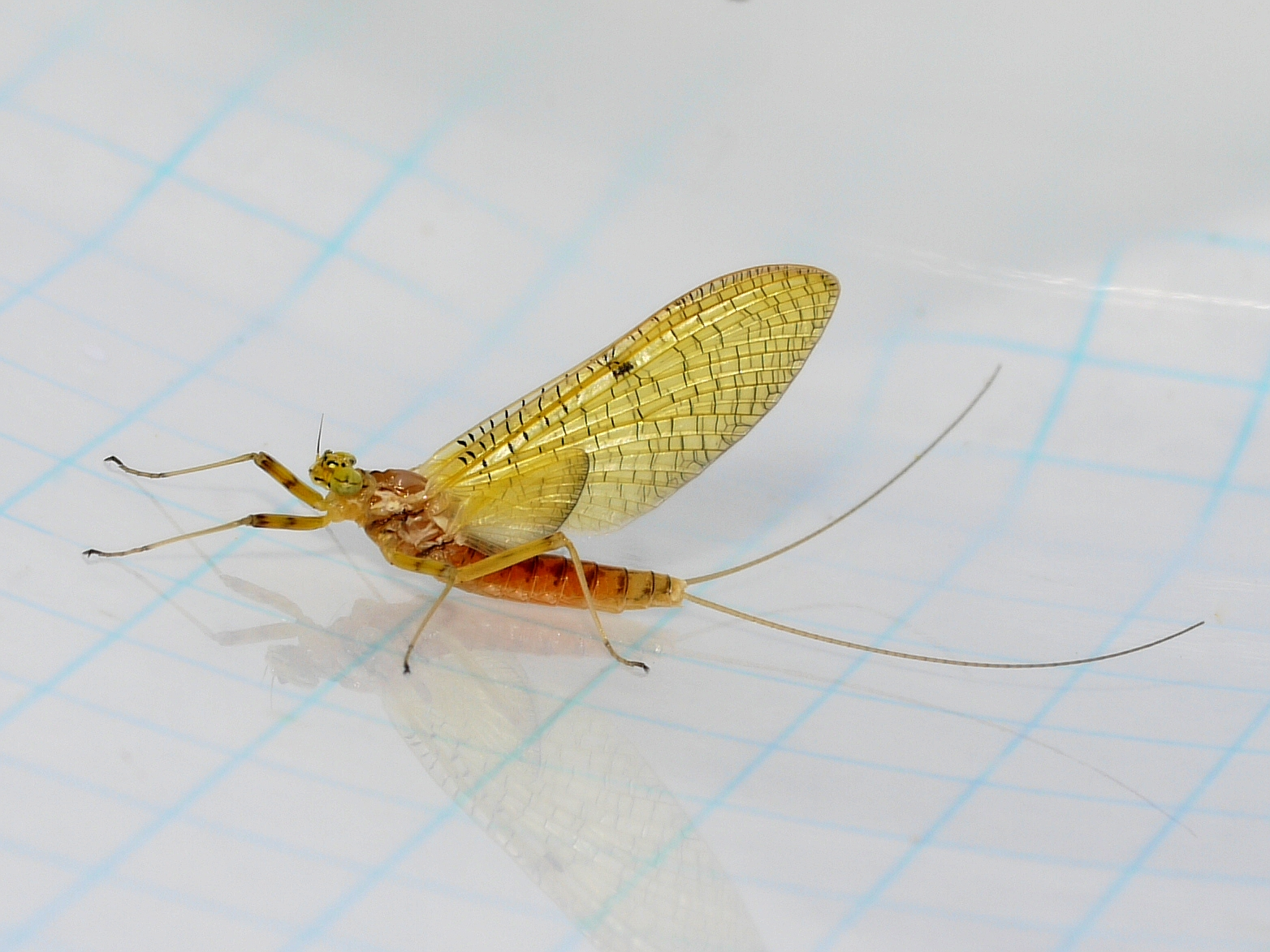
Субимаго Stenacron interpunctatum (самка)
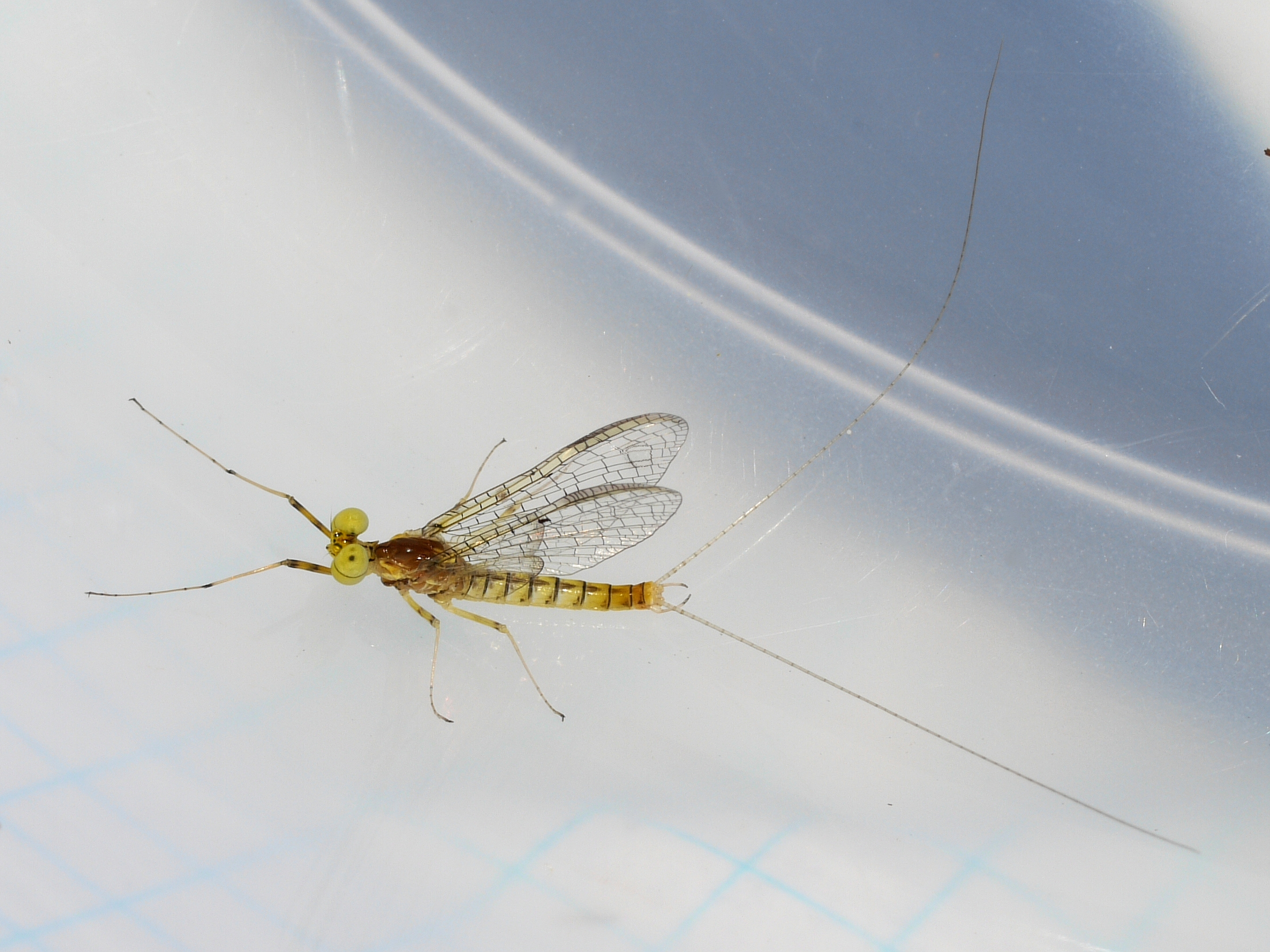
Имаго Stenacron interpunctatum (самец)